# Sí se puede

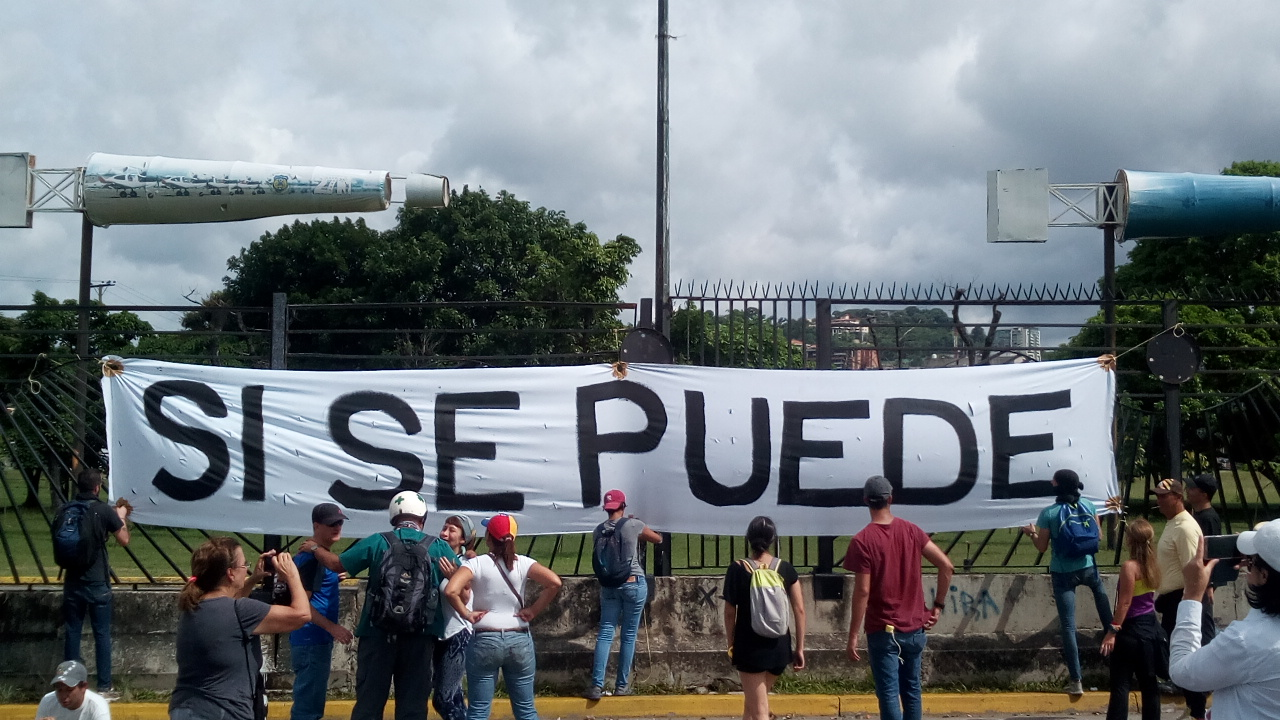
„Sí se puede“ als Slogan der venezolanischen Opposition, 2017

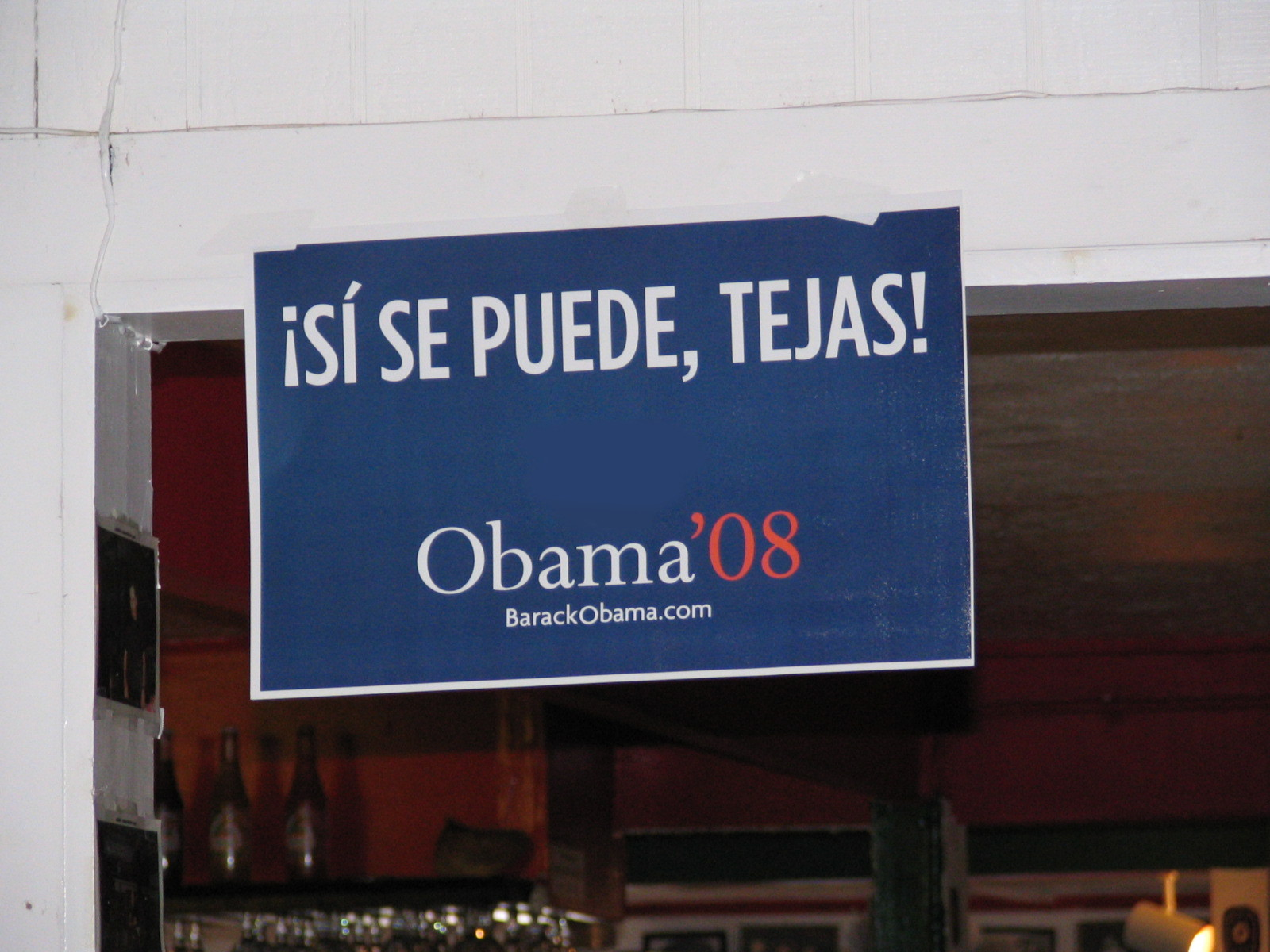
„Sí se puede“ auf texanischen Wahlplakaten für Obama, 2008

Sí se puede (spanisch für Ja, es ist möglich bzw. im Englischen sinngemäß auch für Yes We Can) ist ein 1972 entstandener Slogan der Unión de Granjeros de los Estados Unidos, die offiziell unter dem Begriff United Farm Workers bzw. verkürzt als UFW bekannt ist. Der Slogan wurde 1972 von der mexikanischstämmigen Gewerkschafterin und Bürgerrechtsaktivistin Dolores Huerta in Phoenix, Arizona, kreiert und später von mexikanischen Fußballfans sowie politischen Bewegungen und Politikern aus verschiedenen Teilen des amerikanischen Kontinents übernommen.

## Bedeutung des „Sí se puede“
Obwohl die Bedeutung oft mit „Yes We Can“ ins Englische übersetzt wird, ist dies nicht wirklich korrekt; denn „Wir können“ würde im Spanischen „Podemos“ heißen. „Se puede“ bezieht sich jedoch auf eine ungenannte Person und wäre dann zutreffender mit „man kann“ zu übersetzen. Die beste sinngemäße Übersetzung wäre demnach „Ja, es ist möglich“.

## Anfeuerungsruf der mexikanischen Fußballfans
International bekannt wurde der Slogan „Sí se puede“ vor allem als Anfeuerungsruf für die mexikanische Fußballnationalmannschaft. So heißt es in einem in Mexiko zur Fußball-Weltmeisterschaft 2006 herausgebrachten Buch über das bei der Fußball-Weltmeisterschaft 1998 ausgetragene Vorrundenspiel gegen Südkorea : Cerca de 8 mil mexicanos, presentes en el estadio de Lyon, apoyaron con el „¡Sí se puede!“, tan de moda en esos días y rescatado del beisbol infantil, como gritos de guerra. (deutsch Etwa 8.000 Mexikaner, die sich im Lyoner Stadion befanden, feuerten die Mannschaft mit dem damals so populären „¡Sí se puede!“ an, das als Schlachtruf aus dem Kinderbaseball übernommen worden war. )
Der Anfeuerungsruf „Sí se puede!“ war am 11. August 2012 auch überall im Londoner Wembley-Stadion zu hören, als die mexikanische Olympiaauswahl das Finale des olympischen Fußballturniers gegen Brasilien gewann.
Weitere bekannte Fangesänge mexikanischer Fußballfans sind das bereits 1923 im Umfeld des Club América entstandene Chiquitibum und das inzwischen von der FIFA verbotene Eh Puto.

## Verwendung in politischen Kampagnen
Belisario Betancur, der von 1982 bis 1986 Staatspräsident von Kolumbien war, benutzte den Slogan „Sí se puede“ ebenso für seine Wahlkampagne wie später auch der zu jener Zeit amtierende argentinische Präsident Mauricio Macri bei den Präsidentschaftswahlen 2019, als er (vergeblich) seine Wiederwahl anstrebte. Der Slogan wird mindestens seit 2017 auch von der venezolanischen Opposition verwendet (siehe Foto oben) und wurde 2019 vom Präsidenten der Nationalversammlung, Juan Guaidó, übernommen. Auch der frühere US-Präsident Barack Obama verwendete den Slogan bei seiner (erfolgreichen) Präsidentschaftskandidatur 2008, sowohl in spanischer Sprache (Foto unten) als auch in der englischen Version von „Yes We Can“.